# Oum Dreyga
Oum Dreyga ou Oum Dreiga, Umm Dreiga (arabe : أم دريكة) est une oasis du Sahara occidental.

## Géographie
Oum Dreyga est située à environ 280 km à l'est de Dakhla, chef-lieu de la province d'Oued Ed-Dahab, dans la région Dakhla-Oued Ed-Dahab.

## Climat
Oum Dreyga possède un climat désertique chaud (classification de Köppen BWh). La température moyenne annuelle est de 23,1 °C. La moyenne des précipitations annuelles est de 40 mm.